# ファウスト (2011年の映画)
『ファウスト』（Faust）は、アレクサンドル・ソクーロフ監督による2011年のロシア映画である。
第68回ヴェネツィア国際映画祭で金獅子賞を受賞した。

## キャスト
- ヨハネス・ツァイラー - ファウスト
- アントン・アダシンスキー
- イゾルデ・ディシャウク
- ゲオルク・フリードリヒ
- ハンナ・シグラ

## テーマ
アレクサンドル・ソクーロフ監督による権力者4部作の最終作である。アドルフ・ヒトラーを描いた『モレク神』（1999年）、ウラジーミル・レーニンを描いた『牡牛座 レーニンの肖像』（2001年）、昭和天皇を描いた『太陽』（2005年）が伝記映画であったのに対し、今回は現実の出来事に関連性を持った物語ではない。

## 評価
第68回ヴェネツィア国際映画祭のコンペティション部門で上映され、最高賞である金獅子賞を受賞した。審査員長のダーレン・アロノフスキーは「これまで見たことのない、できれば再びは見たくない世界にいざなってくれる映画」と評した。